# Piattaforma di ghiaccio Müller
La piattaforma di ghiaccio Müller era una piattaforma glaciale situata a sud ovest di punta Hooke, nella parte sud occidentale del fiordo di Lallemand, sulla costa della penisola Arrowsmith, nel tratto di costa della  Terra di Graham chiamato costa di Loubet, in Antartide. La struttura era alimentata dai ghiacciai Brückner e Antevs.

## Storia
La piattaforma fu battezzata nel 1981 dal Comitato britannico per i toponimi antartici (in inglese UK Antarctic Place-Names Committee,  UK-APC) in onore di Fritz Müller, un famoso glaciologo svizzero che aveva condotto ricerche in Svizzera, Groenlandia, nel Canada settentrionale e sull'Himalaya.
La piattaforma attualmente non esiste più, l'intera struttura è infatti collassata nel marzo del 2008.